# Slivlja
Slivlja (cyr. Сливља) – wieś w Bośni i Hercegowinie, w Republice Serbskiej, w gminie Gacko. W 2013 roku liczyła 30 mieszkańców.